# Велика Вітчизняна війна
Вели́ка Вітчизня́на війна́ (рос. Великая Отечественная война, англ. Great Patriotic War) — термін, що вживався в історіографії СРСР, а нині використовується в РФ та деяких країнах колишнього СРСР для окреслення німецького-радянської війни 1941—1945 років у рамках Другої світової війни.
У деяких працях української історіографії використовується термін «німецько-радянська війна». Поза межами колишнього СРСР «велика вітчизняна війна» практично не використовується, в англомовних країнах вживаним є Німецько-радянська війна (англ. German-Soviet war) як складова Східного фронту (англ. Eastern Front); у німецькій історіографії — Німецько-радянська війна (нім. Deutsch-Sowjetischer Krieg), Російський похід (нім. Russlandfeldzug), Східний похід (нім. Ostfeldzug).
9 квітня 2015 року Верховна Рада України в рамках декомунізаційного пакету законів ухвалила закон «Про увічнення перемоги над нацизмом у Другій світовій війні 1939—1945 років», за яким в офіційному документообігу використовуватимуть винятково термін Друга світова війна, а термін «Велика вітчизняна» більше не використовується.

## Термін

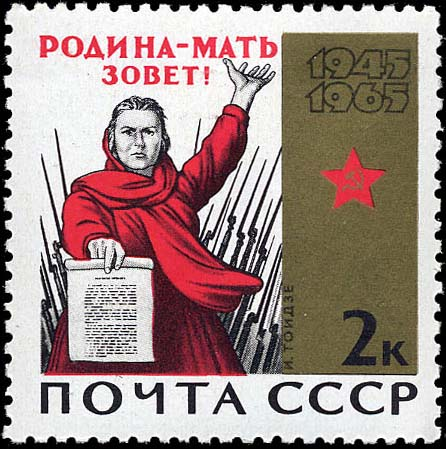
«Батьківщина-мати кличе!». Радянський плакат перших днів війни

Уперше термін «вітчизняна війна» щодо війни Німеччини і СРСР з'явився в тексті виступу В'ячеслава Молотова по радіо 22 червня 1941 року:

| Свого часу на похід Наполеона в Росію наш народ відповів вітчизняною війною і Наполеон зазнав поразки, прийшов до свого кінця. Те ж саме буде і з Гітлером, що зазнався і оголосив новий похід проти нашої країни. Червона Армія і весь наш народ знову поведуть переможну вітчизняну війну за батьківщину, за честь, за волю. Оригінальний текст (рос.) [В свое время на поход Наполеона в Россию наш народ ответил отечественной войной и Наполеон потерпел поражение, пришел к своему краху. То же будет и с зазнавшимся Гитлером, объявившим новый поход против нашей страны. Красная Армия и весь наш народ вновь поведут победоносную отечественную войну за родину, за честь, за свободу.] Помилка: {{Lang}}: текст вже має курсивний шрифт (допомога) |
| |

Того ж дня газета «Правда» надала цілу шпальту голові Товариства старих більшовиків Омеляну Ярославському. Стаття називалася «Велика Вітчизняна війна». У виступі Йосипа Сталіна по радіо 3 липня 1941 року було вжито словосполучення «Всенародна вітчизняна війна».
На думку колишнього голови Українського інституту національної пам'яті Володимира В'ятровича, приставка «Велика» додана для підкреслення значущості радянсько-німецького конфлікту для СРСР, масштабів та наслідків цього конфлікту для Європи. Конфлікт, представлений як Велика Вітчизняна війна, став наріжним націотворчим міфом СРСР, що служив основою формування радянської ідентичності, а в перспективі й радянського народу[ненейтрально].

## Хронологічні рамки
У радянській історіографії «Велика Вітчизняна війна почалася 22 червня 1941 року й закінчилася 9 травня 1945 року перемогою радянського народу і його збройних сил».

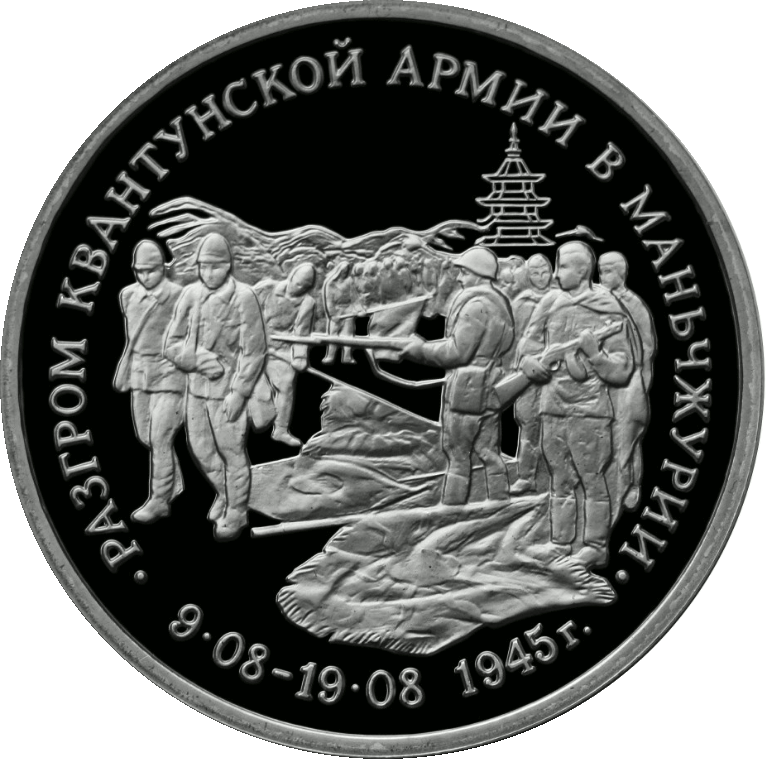
Монета Банку Росії. Серія: «Велика вітчизняна війна», Розгром радянськими військами Квантунської армії, 3 рублі

Але юридично датою припинення війни є дата видання Указу Президії ВР СРСР від 25 січня 1955 року «Про припинення стану війни між Радянським Союзом і Німеччиною».

## Використання в Україні
Термін «Велика Вітчизняна війна» використовувався в офіційних документах, що їх видавали Президент України та Верховна Рада України до початку російсько-української війни. Наприклад, Указ Президента України від 30 квітня 2005 року має назву «Про відзначення державними нагородами України з нагоди 60-ї річниці Перемоги у Великій Вітчизняній війні 1941—1945 років», Постанова Верховної Ради України від 5 березня 2010 року має назву «Про проголошення 2010 року в Україні Роком ветеранів Великої Вітчизняної війни 1941—1945 років», цей же термін до лютого 2018 року використовувався у Законі України «Про статус ветеранів війни, гарантії їх соціального захисту». Також термін «Велика Вітчизняна війна» до 2015 року використовувався у рішеннях, які ухвалювалися місцевими органами влади та органами місцевого самоврядування.
Питання використання термінів «Друга світова війна», «Велика Вітчизняна війна» та «Німецько-радянська війна» у газеті «Голос України» від 22 червня 2011 порушив Голова Верховної Ради України Володимир Литвин, зазначивши, що деякі з цих термінів позбавлені ідеологічного змісту, а інші — «несуть таке навантаження, що породжує скепсис щодо їх наукової коректності».
Після 1991 р. в шкільних підручниках незалежної України здебільшого вживали термін «Друга світова війна». Після того, як новообраний Президент України Віктор Янукович призначив міністром освіти та науки Дмитра Табачника, 2011 року до нових шкільних підручників повернули радянський термін «Велика Вітчизняна війна», що відповідає історіософським концепціям міністра[ненейтрально], оприлюдненим свого часу у ЗМІ Росії. Зазначений термін фігурує в назві розділу, який раніше називався «Україна під час Другої світової війни».
В Україні існують музеї, у назві яких фігурує цей термін. До липня 2015 року Національний музей історії України у Другій світовій війні. Меморіальний комплекс у Києві мав назву «Національний музей історії Великої Вітчизняної війни 1941—1945 років».
22 травня 2022 року Верховна Рада України денонсувала угоду з СНД про увічнення пам'яті про мужність і героїзм народів СНД у Великій Вітчизняній війні (274 голосами).

## Дискусійність

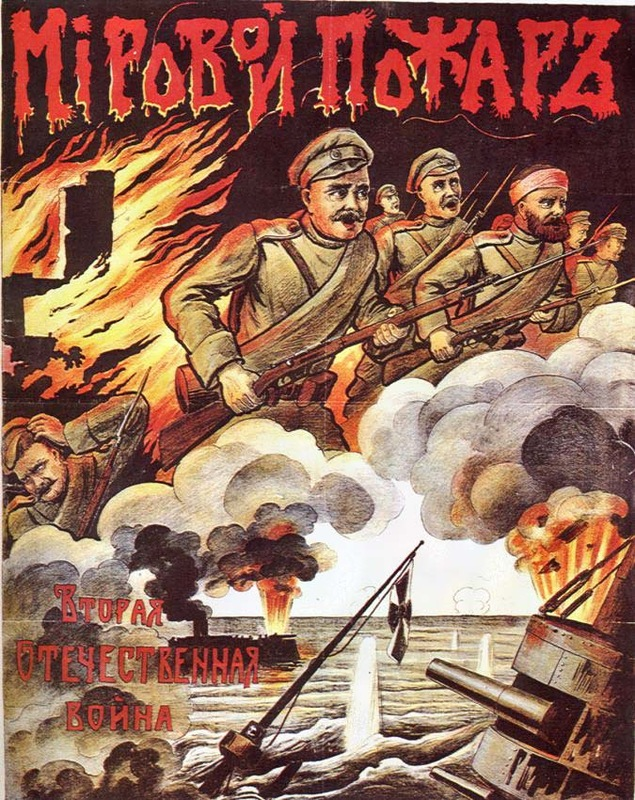
Плакат «Друга вітчизняна війна» (1914—1918)

Назва «Велика Вітчизняна війна» прийнятна для однієї сторони. Солдатів вермахту або бійців УПА чи лісових братів неможливо назвати учасниками Великої Вітчизняної війни. Не підходить цей термін і для союзників СРСР, які воювали на радянській території (чехів, поляків та ін.).[джерело?][ненейтрально]

У 1914—1917 рр. офіційна російська[джерело?][ненейтрально] пропаганда намагалася назвати Першу світову війну з боку Росії великою і вітчизняною. Наприклад, в архівному фонді канцелярії Таврійського губернського комісара Тимчасового уряду зберігається написане архієпископом Димитрієм «Послання до пастви Таврійської».[джерело?] У ньому є такі рядки: 

| Нинішня кровопролитна велика вітчизняна війна ясно показала, що наша країна і Російський народ стоять на краю безодні.Оригінальний текст (рос.) Нынешняя кровопролитная великая отечественная война ясно обнаружила, что страна наша и народ Русский стоят на краю пропасти. |
| |

Деякі білі емігранти називали цю війну «Другою Громадянською війною» (рос. Вторая Гражданская война), оскільки деякі з них боролися в лавах військ Німеччини проти СРСР, сподіваючись скинути більшовиків і відновити дореволюційний державний лад.
25 травня 2010 року Львівська обласна рада ухвалила рішення про відзначення щороку на території області 8-9 травня Днів пам'яті жертв Другої світової війни. Також облрада вирішила не використовувати термін «Велика Вітчизняна війна» як такий, що «не відповідає українській історичній реальності». За таке рішення проголосували 62 депутати. 13 жовтня 2010 року Галицький районний суд міста Львова прийняв до розгляду позовну заяву прокуратури Львівської області про скасування рішення Львівської облради «Про відзначення Днів пам'яті жертв Другої світової війни».
Пізніше Львівський окружний адміністративний суд залишив без розгляду позовну заяву заступника прокурора Львівської області до Львівської обласної ради про визнання незаконним рішення сесії облради «Про відзначення Днів пам'яті жертв Другої світової війни».